# Isola Wyche
L'isola Wyche (in inglese Wyche Island) è una piccola isola antartica facente parte dell'arcipelago Windmill.
Localizzata ad una latitudine di 66° 13' sud e ad una longitudine di 110°34' est, l'isola dista poco più di 5 km dalla stazione Wilkes. La zona è stata mappata per la prima volta mediante ricognizione aerea durante l'operazione Highjump e l'operazione Windmill, negli anni 1947-1948. È stata intitolata dalla US-ACAN a P.A. Wyche, meteorologo della US Navy che ha fatto parte del team della stazione Wilkes durante l'anno 1957.